# Bergacarpon viladricii
Bergacarpon viladricii és un terme parataxonòmic utilitzat per anomenar uns fòssils de llavors d'angiosperma descoberts al jaciment de Mina Esquirol (Vallcebre, Berguedà, Barcelona). Les llavors estan concentrades en una capa centimètrica a la part superior d'unes calcàries margoses de cinc metres de potència que es coneixen com a Membre Fumanya i que són la base de la Formació Tremp. Els materials que van formar aquestes calcàries margoses es van dipositar al fons d'una plana fangosa costanera inundada per aigües salabroses que contenien una alta concentració de carbonats, fa uns 72 milions d'anys, en el Maastrichtià inferior.

## Descripció

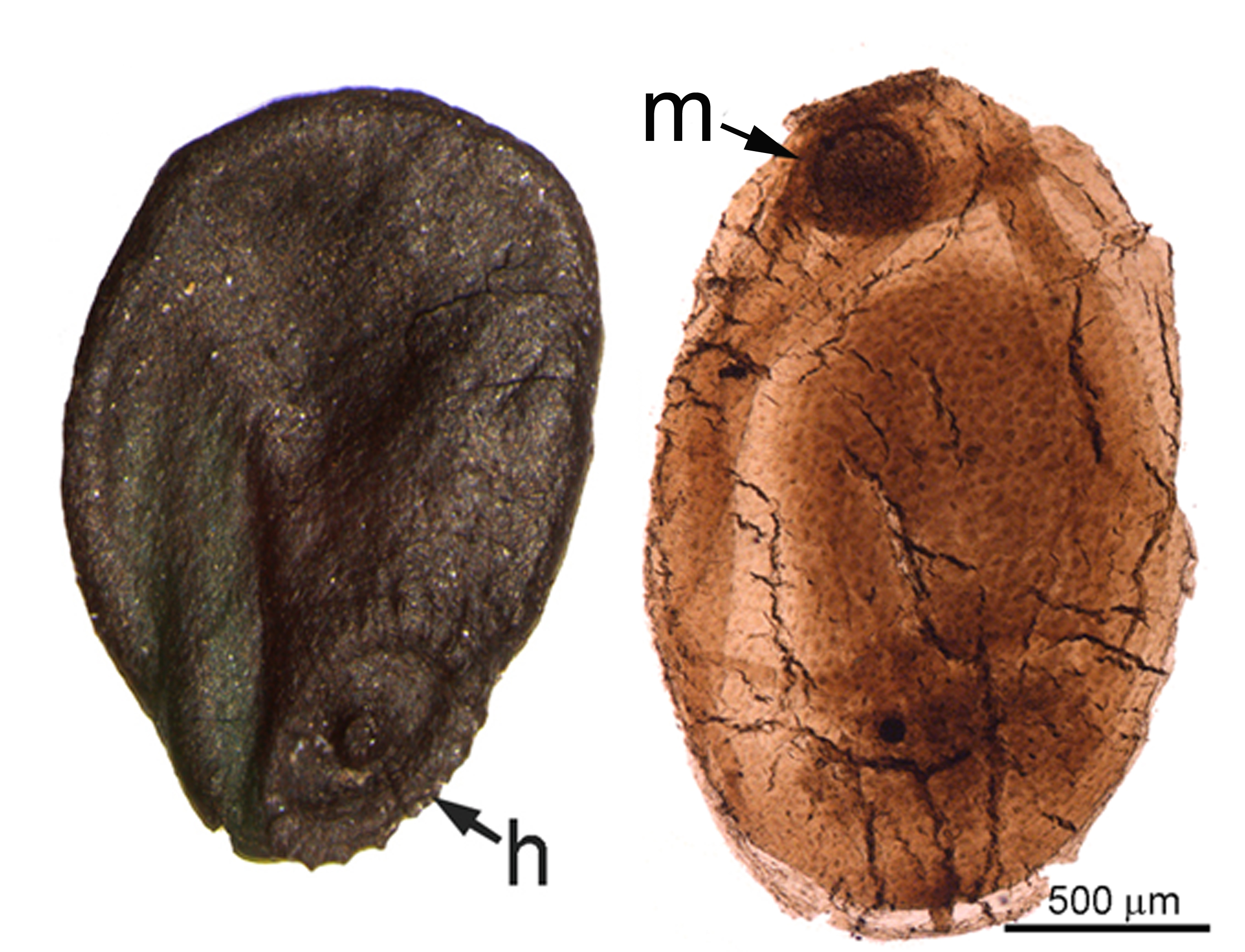
Dos llavors fòssils de l'espècie Bergacarpon viladricii. La imatge de lesquerra mostra la superfície carbonosa de l'integument extern (la h marca l'hilum). La imatge de la dreta mostra la superfície plena de papil·les del tegument intern. També s'hi assenyala la coberta del micròpil (m).

Les llavors són petites, ovals o arrodonides. Amiden entre 1.1 i 3 mm de longitud i entre 0.8 i 1.7 mm d'amplada. Les llavors estan embolcallades per dos integuments. L'extern és fosc i carbonós i la seva secció amida entre 63.7 i 95.3 μm. La seva superfície és lleugerament rugosa degut a les marques dels fins contorns de les cèl·lules isodiamètriques que en formen part. L'integument intern és de color marró-groguenc i molt més prim (6.3–10.3 μm). La seva superfície està recoberta per papil·les en forma de cúpula. El micròpil està tapat per un opercle circular. L'hilum està situat al pol oposat del micròpil la qual cosa indica que l'òvul era ortòtrop. L'hilum és circular i amida entre 306 i 520 μm de diàmetre. Està limitat per una paret ornamentada amb crestes longitudinals i paral·leles.

## Fruits associats

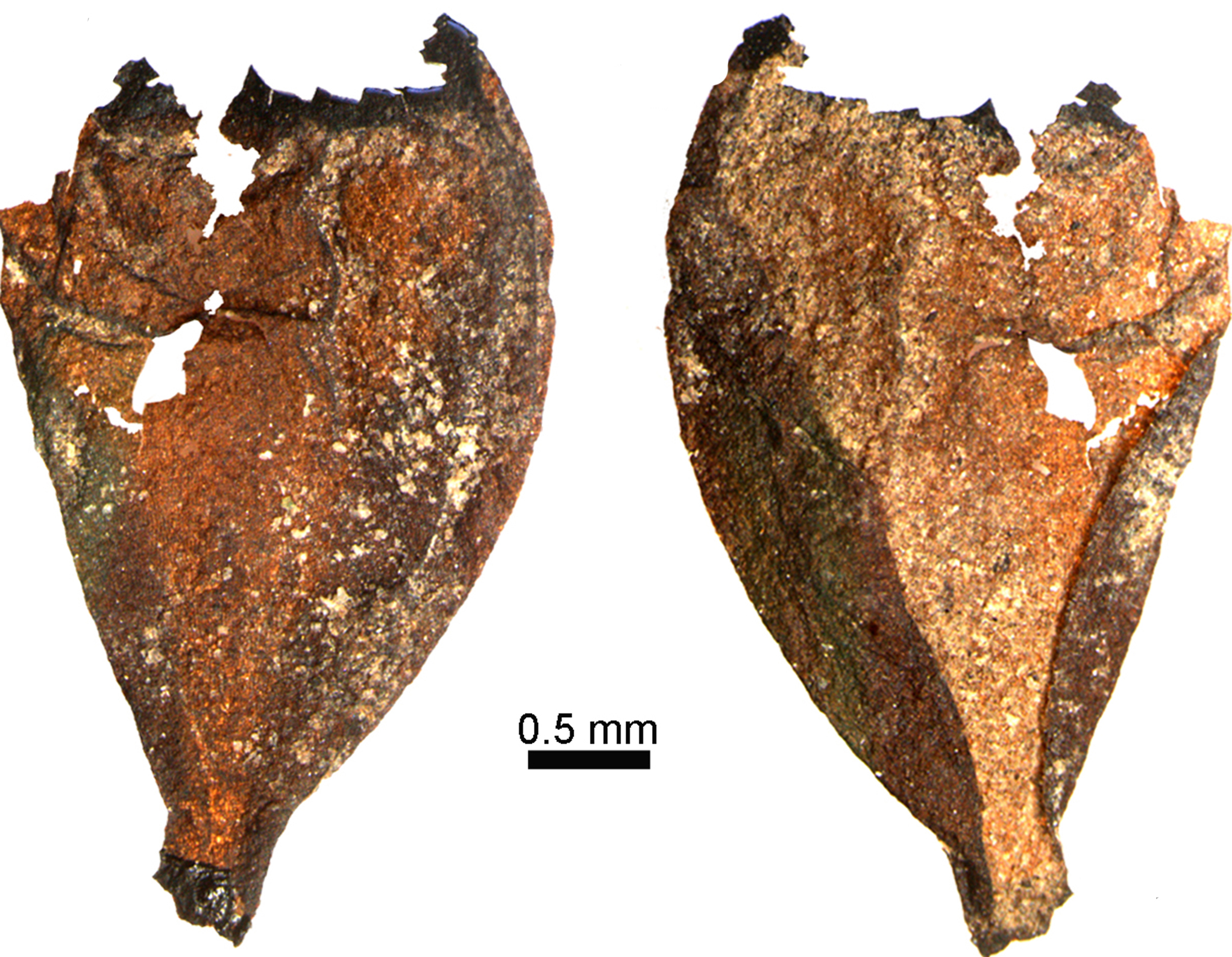
Vistes externa (esquerra) i interna (dreta) d'un fòssil de fruit que possiblement contenia una llavor de Bergacarpon viladricii.

A la mateixa capa de roca, s'han trobat restes de fruits associades a les llavors. Els fruits tenen forma oblonga i estan aplanats lateralment. Amiden uns 3.9 mm de longitud i entre 2.1 i 2.4 mm d'amplada. La seva base és estreta mentre que la part distal era probablement ample i arrodonida. La seva superfície externa està ornamentada amb estries longitudinals fines i paral·leles. El fruit era sec i, possiblement, cada un contenia una única llavor i tenia una sola dehiscència.

## Hipòtesis sobre la planta productora
La presència de dos integuments suggereix que la planta productora de les llavors era una angiosperma. L'opercle circular en forma de tapa que cobreix el micròpil i el fet que derivin d'un òvul ortòtrop indicarien que les llavors podrien pertànyer a una commelínida. Dins aquest grup de monocotiledònies hi trobem les arecals, les poals, les commelinals i les zingiberals.

## Hipòtesis sobre l'origen de l'acumulació de llavors de Mina Esquirol

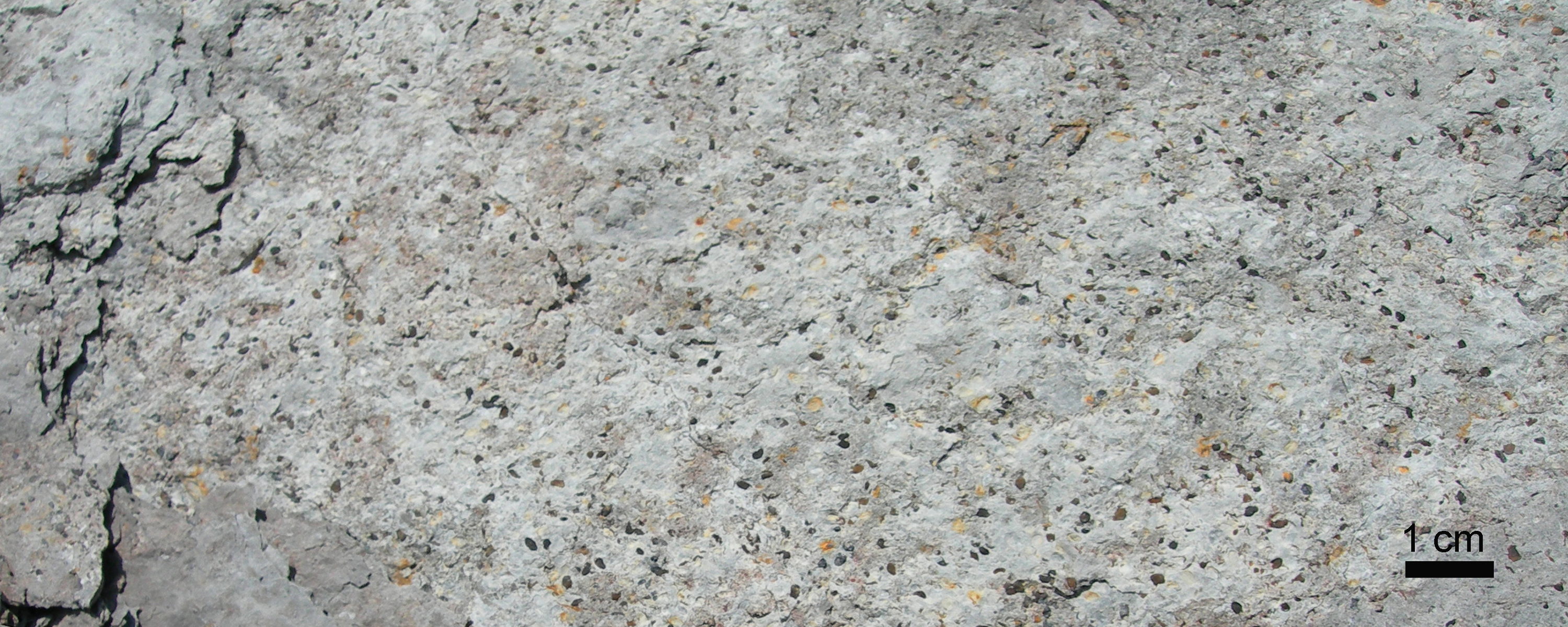
Superfície de calcària margosa de Mina Esquirol plena de llavors fòssils de Bergacarpon viladricii.

Les llavors de Bergacarpon viladricii estan concentrades en una fina capa d'1.5 cm d'amplada. S'ha estimat una densitat de 50.000 llavors per m² i, a partir de la mida i de les seves característiques morfològiques, s'ha deduït que les plantes productores pertanyien a una sola espècie, possiblement una commelínida. És possible que aquestes plantes formessin part d'una comunitat vegetal paucispecífica (amb poques espècies) que creixia als marges de la gran plana fangosa i que es trobava a una distància indeterminada d'on es van dipositar les llavors. Aquesta seria una de les acumulacions massives i monotípiques de llavors d'angiosperma més antigues conegudes en el registre fòssil.